# Max Antlers

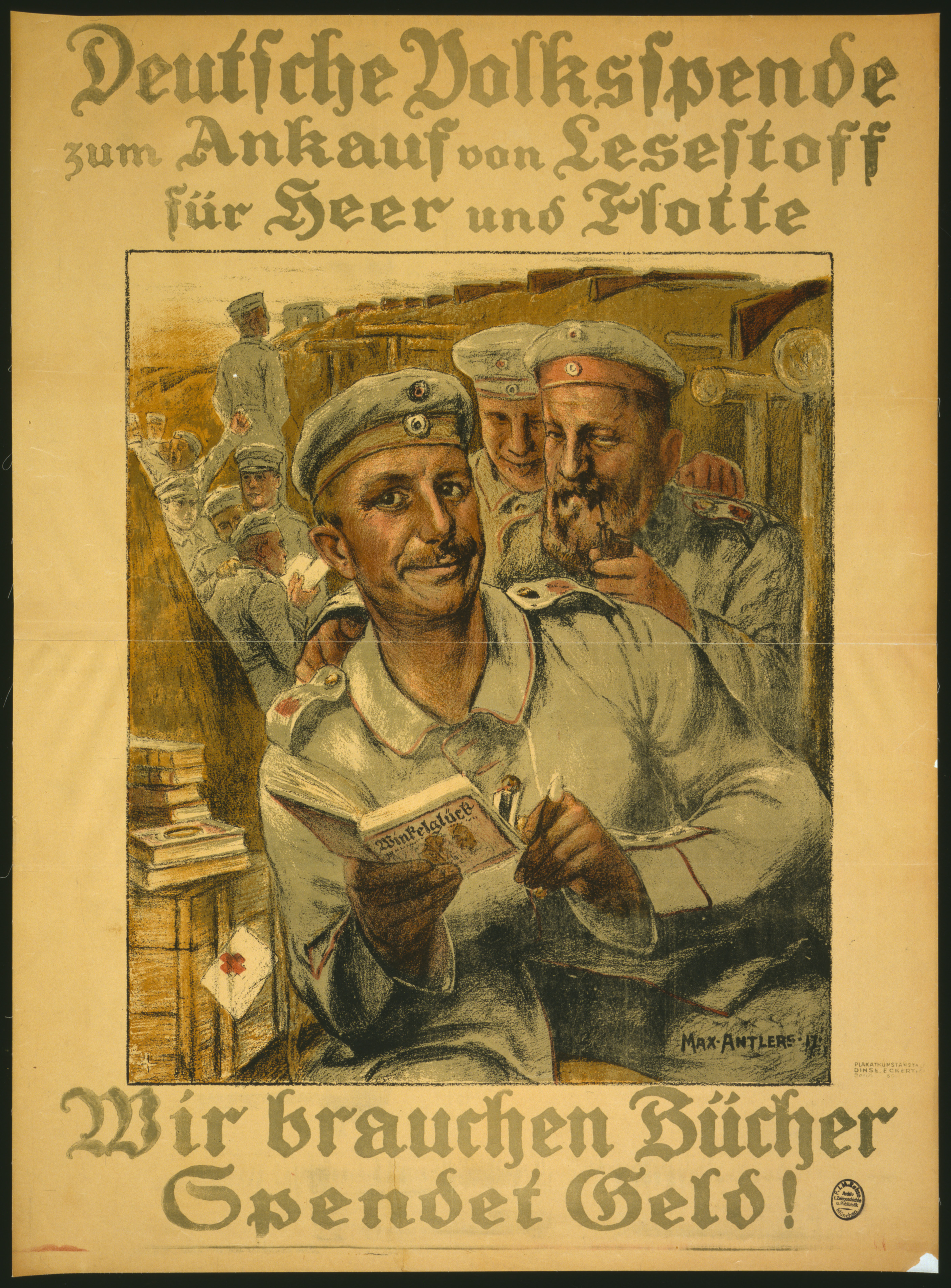
Deutsche Volksspende zum Ankauf von Lesestoff für Heer und Flotte – Illustrator: Max Antlers

Max H. Antlers (* 2. Mai 1873 in Berlin; † 24. September 1952 in San Francisco, USA) war ein deutscher Maler, Illustrator, Innenarchitekt und Hochschullehrer jüdischen Glaubens.

## Leben
Über die Kindheit und Jugend Antlers ist so gut wie nichts bekannt.
Nach der Schulzeit begann er eine künstlerische Ausbildung zunächst an der Kunstschule am Kunstgewerbemuseum Berlin (bis 1893) sowie der Akademie der Künste Berlin, bevor er als Schüler von Jules-Joseph Lefebvre und Tony Robert-Fleury nach Paris wechselte.
Nach weiteren Studienaufenthalten, u. a. in Rom, London und New York, schloss er 1899 seine Ausbildung an der dortigen Academy of Dessins ab.
Eine Professur, die ihm 1907 angeboten wurde, führte ihn später erneut für 10 Jahre nach New York.
Während dieser Zeit trat er auch dem Salmagundi Club bei, einer in Manhattan gelegenen Künstlervereinigung.
Ab 1922 war Antlers wieder in Berlin ansässig. Mit Inkrafttreten der Nürnberger Rassegesetze 1935 wuchs auch für ihn die Gefahr politischer Verfolgung. 1937 wurde er wegen einer angeblichen Beziehung zu seiner „arischen“ Wirtschafterin zu einer sechsmonatigen Gefängnisstrafe verurteilt. Aufgrund dieser Verschärfung der politischen Stimmung verließ er Deutschland für immer, um sich in San Francisco nieder zu lassen, wo er 1952 im Alter von 79 Jahren starb.

## Werke (Auswahl)
- Die Liebesinsel, Berliner Tiergarten (versteigert bei Quinn’s Auction Galleries, Falls Church, VA; 18. Januar 2014), circa 1930, 43,1 × 65,5 cm, Öl auf Leinwand
- Waldlandschaft, 74,9 × 102,2 cm, Öl auf Holz
- Bauer mit Ochsengespann am Wegkreuz im Gebirge, 124 × 120 cm, Öl auf Leinwand
- Blick auf Bad Reichenhall, 93 × 123 cm, Öl auf Leinwand
- Forstweg zum Dorf (1), 78 × 90 cm, Öl auf Leinwand
- Forstweg zum Dorf (2), (Motiv identisch zu (1), nur in Größe, Farbgebung und Helligkeit abweichend), 36 × 45,5 cm, Öl auf Leinwand